# Heinz Hönig
Heinz Hönig (geb. 2. Juni 1929 in Graz) ist ein österreichischer Komponist elektronischer Musik (auch Jazzsaxophonist) und Hochschullehrer.

## Leben
Hönig erhielt zunächst privaten Musikunterricht (Querflöte, Klarinette). Er absolvierte das Studium der Elektrotechnik an der Technischen Hochschule Graz und schloss 1959 als Diplom-Ingenieur ab.
Er war Jazzmusiker bei der Sendergruppe Alpenland, dem ORF und bei unterschiedlichen Jazzformationen (u. a. mit Friedl Althaller, den Brüdern Manfred und Rudolf Josel, Dieter Glawischnig, Johannes Fehring).
Ab 1965 unterrichtete er am neu gegründeten Institut für Jazz an der Grazer Musikakademie. 1965 gründete er das Institut für Elektronische Musik. 1972 wurde er zum außerordentlichen Professor ernannt, 1975 zum ordentlichen Professor. Er leitete das Institut bis zu seiner Emeritierung 1995.
Zudem war er Mitinitiator des interuniversitären Toningenieurstudiums an der Technischen Hochschule und der Musikhochschule Graz.